# 052D형 구축함
052D형 구축함 (NATO CodeName:LUYANG III,영문:Type 052D destroyer)은 2014년부터 취역한 중국인민해방군해군의 주력구축함이다. 052C형 구축함의 후속모델로 범용화/모듈화 설계되었으며 방공 대함공격 대잠수함공격을 수행할 수 있다. 4면AESA레이더장착 및 64기 VLS유도탄 발사시스템이 탑재되었으며 2012년 8월28일 진수 2014년 3월21일 취역한 172번 쿤밍(昆明KUNMING)함이 1번함이다.

## 주요작전시스템

### 작전지휘시스템
ZJK-5형C41작전지휘시스템 탑재로 실시간 탐지설비 데이터를 수집하여 전투태세분석 종합판단 작전명령하달에 보조된다.

### 통신시스템(JointServiceIntegratedDataLinkSystem)
최신형 JSIDLS데이터링크시스템이 탑재되어 있으며 미군의 Link 16 / 러시아 AT-2M과 대등한 시스템이다.

### 탐지설비
H/LJG-346A형  4면장착AESA레이더가 장착되어 있어 052c형구축함에 장착된 H/LJG-346보다 탐지능력과 노이스억제능력이 업그레이드되었다. 그외  H/SJD-9형 소나 H/LJP-349화력통제레이더 H/LJG-346A형 AESA레이더 H/LJQ-366장거리 탐지레이더 H/LJP-344A형 AESA화력통제레이더 H/LJQ-364저공탐지레이더 H/LJQ-517B형 초계레이더 등이 장착되어 있다.

### 무기체계

#### 함포
H/PJ-38형130MM함포가 탑재되었으며 분장식 전체식 차구경 유도포탄등 여러가지포탄 발사가 가능하다.

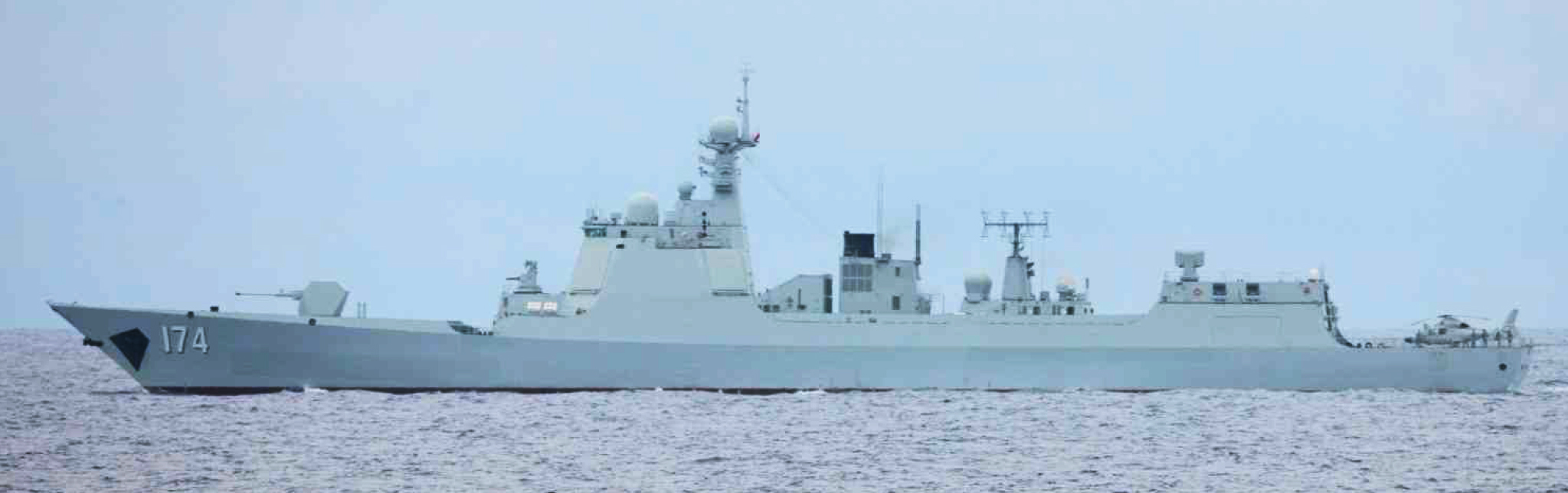
052D형구축함

#### 미사일 수직발사시스템(VLS)
함교 앞부분 32셀+헬기창고 앞부분 32셀 총 64셀 설치되었으며 대공 대함 대잠수함 순항미사일 등을 동일발사 시스템으로 발사 가능하므로 작전유형에 따라 미사일 탑재를 최적화할 수 있다. 미해군  Mk 41 VLS와 비슷한점이 많으며 사이즈는 개발 중인 미해군 Mk 57과도 비슷하다.

#### 사용가능한 미사일
HHQ-9 장거리 대공요격미사일,사거리 200KM.
YJ-18A 초음속대함미사일,사거리: 고공모드 540KM,저공모드 220KM. 종말단계속력:2-4마하
YJ-83 대함순항미사일 ,사거리:200KM,속력:0.9마하
CJ-10 순항미사일(LACM),사거리 >1500KM,속력:0.75마하
CY-5 대잠미사일(ASW) ,수직발사가능.
YU-8 로켓추진 대잠어뢰,수직발사가능.

## 동급함정
| NO                       | P/N | 함명                 | 조선소 | 진수시간         | 취역시간         | 소속함대     | 소속지대 | 현황 |
| 1                        | 172 | 쿤밍(昆明)           | 江南   | 2012년 8월 30일  | 2014년 3월 21일  | 남부전구해군 | 9        | 취역 |
| 2                        | 173 | 창사(長沙)           | 江南   | 2012년 12월 18일 | 2015년 8월 12일  | 남부전구해군 | 9        | 취역 |
| 3                        | 174 | 허페이(合肥)         | 江南   | 2013년 7월 1일   | 2015년 12월 12일 | 남부전구해군 | 9        | 취역 |
| 4                        | 175 | 인촨(銀川)           | 江南   | 2014년 3월 28일  | 2016년 7월 12일  | 남부전구해군 | 9        | 취역 |
| 5                        | 117 | 시닝(西寧)           | 江南   | 2014년 8월 26일  | 2017년 1월 22일  | 북부전구해군 | 1        | 취역 |
| 6                        | 154 | 샤먼(廈門)           | 江南   | 2015년 7월 7일   | 2017년6월10일    | 동부전구해군 | 6        | 취역 |
| 7                        | 118 | 우룸치(乌鲁木齐)     | 江南   | 2014년 12월 30일 | 2017년중기예정   | 북부전구해군 | 1        | 진수 |
| 8                        | 119 | 꾸이양(貴陽)         | 大连   | 2015년 11월 28일 | 2017년말 예정    | 북부전구해군 |          | 진수 |
| 두 번째 배치             |     |                      |        |                  |                  |              |          |      |
| 9                        | 155 | 난징(南京)           | 江南   | 2015년 12월 28일 | 2018년 중기예정  | 동부전구해군 | 6        | 진수 |
| 10                       | 120 | 청두(成都)           | 大连   | 2016년 8월 3일   | 2018년말 예정    | 북부전구해군 |          | 진수 |
| 두 번째 사소한 수정 사항 |     |                      |        |                  |                  |              |          |      |
| 11                       | 131 | 타이위안(太原)       | 江南   | 2016년 7월 28일  | 2018년 11월 29일 | 동부전구해군 | 1        | 진수 |
| 12                       | 161 | 후허하오터(呼和浩特) | 江南   | 2016년 12월 26일 | 2019년 1월 12일  | 남부전구해군 |          | 진수 |
| 13                       | 121 | 치치하이얼(齊齊哈爾) | 大连   | 2017년 6월 26일  | 2020년 8월 14일  | 북부전구해군 |          | 진수 |
| 세 번째 배치             |     |                      |        |                  |                  |              |          |      |
| 14                       | 156 | 지보(淄博)           | 江南   | 2018년 6월 29일  | 2020년 1월 12일  | 동부전구해군 |          | 진수 |
| 15                       | 122 | 당산(唐山)           | 江南   | 2018년 7월 7일   | 2020년 8월 14일  | 북부전구해군 |          | 진수 |
| 16                       | 132 | 쑤저우(苏州)         | 江南   | 2018년 12월 19일 | 2021년 1월 15일  | 동부전구해군 |          | 진수 |
| 17                       | 162 | 난닝(南宁)           | 江南   | 2019년 2월 23일  | 2021년 4월 12일  | 남부전구해군 |          | 진수 |
| 18                       | 123 | 화이난(淮南)         | 江南   | 2019년 4월 15일  | 2021년 3월       | 북부전구해군 |          | 진수 |
| 19                       | 124 | 카이펑(开封)         | 大连   | 2019년 5월 10일  | 2021년 4월 16일  | 북부전구해군 |          | 진수 |
| 20                       | 133 | 바오터우(包头)       | 大连   | 2019년 5월 10일  | 2021년 12월 28일 | 동부전구해군 |          | 진수 |
| 21                       | 163 | 자오쭤(焦作)         | 江南   | 2019년 8월 28일  | 2022년 1월 17일  | 남부전구해군 |          | 진수 |
| 22                       | 164 | 구이린(桂林)         | 江南   | 2019년 9월 26일  | 2021년 9월 12일  | 남부전구해군 |          | 진수 |
| 23                       | 165 | 잔장(湛江)           | 大连   | 2019년 12월 26일 | 2021년 12월 25일 | 남부전구해군 |          | 진수 |
| 24                       | 134 | 사오싱(绍兴)         | 江南   | 2019년 12월 28일 | 2022년 3월       | 동부전구해군 |          | 진수 |
| 25                       | 157 | 리수이(丽水)         | 大连   | 2020년 8월 30일  | 2022년 8월 10일  | 동부전구해군 |          | 진수 |
| 네 번째 배치             |     |                      |        |                  |                  |              |          |      |
| 26                       | 135 | (达州)               | 江南   | 2022년 12월 28일 | 2024년           | 동부전구해군 |          | 진수 |
| 27                       | 125 | (沧州)               | 大连   | 2023년 3월 10일  | 2025년 5월       | 북부전구해군 |          | 진수 |
| 28                       | 126 | (荷泽)               | 大连   | 2023년 3월 10일  | 2025년 7월       | 북부전구해군 |          | 진수 |
| 29                       | 127 | (驻马店)             | 大连   | 2023년 8월 28일  | 2025년 8월       | 북부전구해군 |          |      |
| 30                       | 166 | (渭南)               | 江南   | 2023년 10월 28일 | 2025년 3월       | 남부전구해군 |          | 진수 |
| 31                       | 158 | (宿州)               | 江南   | 2024년 11월 11일 | 2025년 5월       | 동부전구해군 |          | 진수 |

## 같이 보기
- 데어링급 구축함 (Type 45)
- 055형 구축함